# Клочківська сільська рада (Ребріхинський район)
Клочкі́вська сільська рада (рос. Клочковский сельский совет) — сільське поселення у складі Ребріхинського району Алтайського краю Росії.
Адміністративний центр та єдиний населений пункт — село Клочки.

## Населення
Населення — 1103 особи (2019; 1145 в 2010, 1237 у 2002).